# ESTsoft
ESTsoft于1992年建立，是一家韩国的应用软件和解决方案开发公司。它的软件包括从最终用户的PC工具和应用程序到企业的成套商业解决方案。

## 产品
有很多ALTools产品。"Al"在韩语中是"蛋"的意思，因此"ALTools"就是"蛋工具"的意思。很多的此类产品都有蛋或者“蛋头”作为关键的按钮图标甚至吉祥物。ALTools产品包括：
- ALZip - 一个压缩归档工具，目前支持超过36种格式（页面存档备份，存于），包括ISO。
- ALFTP - 一个FTP客户端和服务器。
- ALSee - 一个图片查看器和数码照片编辑器。
- ALPass - 一个网站的安全密码管理器。
- ALGIF - 一个GIF动画程序。
- ALSong - 一个MP3播放器，支持在线歌词。
- ALShow - 一个媒体播放器
- ALMap - 一系列数字地图查看器以及GPS（包括硬件和软件）
- ALX - 一个为内容提供商设计的数字版权管理器（DRM）解决方案
- ALToolbar - 一个Internet Explorer插件，包含一些上网的工具。

其他来自ESTsoft的产品和解决方案包括：
- InternetDISK - 在线存储解决方案
- iDisk - 一个高可扩展的InternetDISK版本，设计用来让ISP能给为用户提供TB或PB的上传存储能力。
- iMan - 即时通讯（IM）软件和解决方案
- Cabal - 一个PC平台上的大型多人在线角色扮演游戏（MMORPG）